# Estación 4 Grados Sur
La Estación 4 Grados Sur es una estación del servicio de Transmetro que opera en la ciudad de Guatemala.
Está ubicada sobre la 6a. Avenida y 24 Calle de la Zona 4 frente al Centro Comercial Zona 4. La parada funciona de lunes a viernes en horario de 5:00 a 21:00 horas, y sábados y domingo de 5:00 a 20:00 horas.

## Historia
Esta parada fue inaugurada el 14 de agosto de 2010 junto a la línea 13 del Transmetro, siendo esta la segunda línea inaugurada por la municipalidad después del año 2007 cuando se inauguró el servicio con la línea 12.
Durante la pandemia de Covid-19 en Guatemala el servicio de fue suspendido en marzo de 2020, al reanudarse el 27 de agosto, la línea 13 fue una de las cuatro líneas que comenzaron la operación.